# Langfühler-Breitrüssler

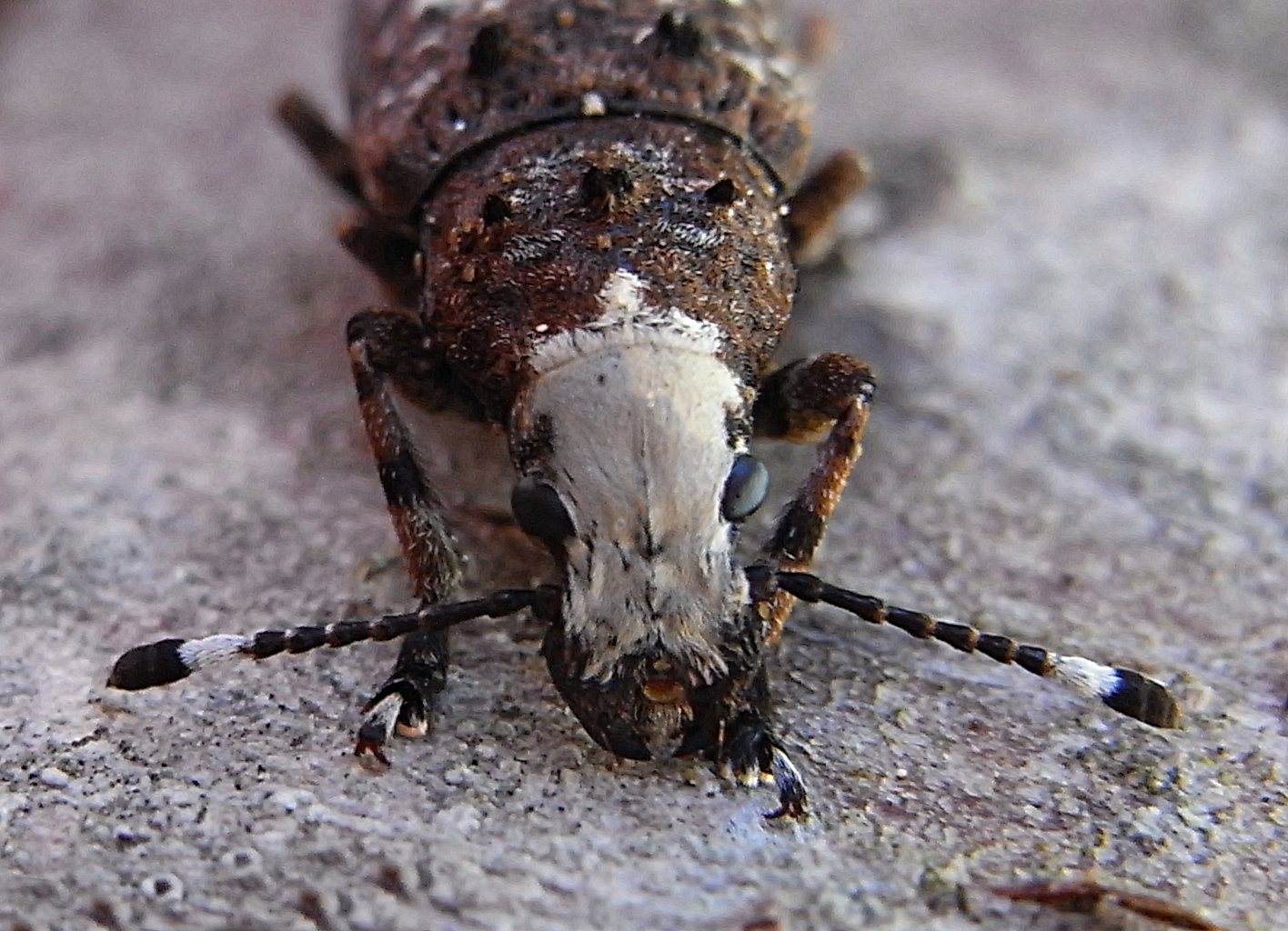
Frontalansicht

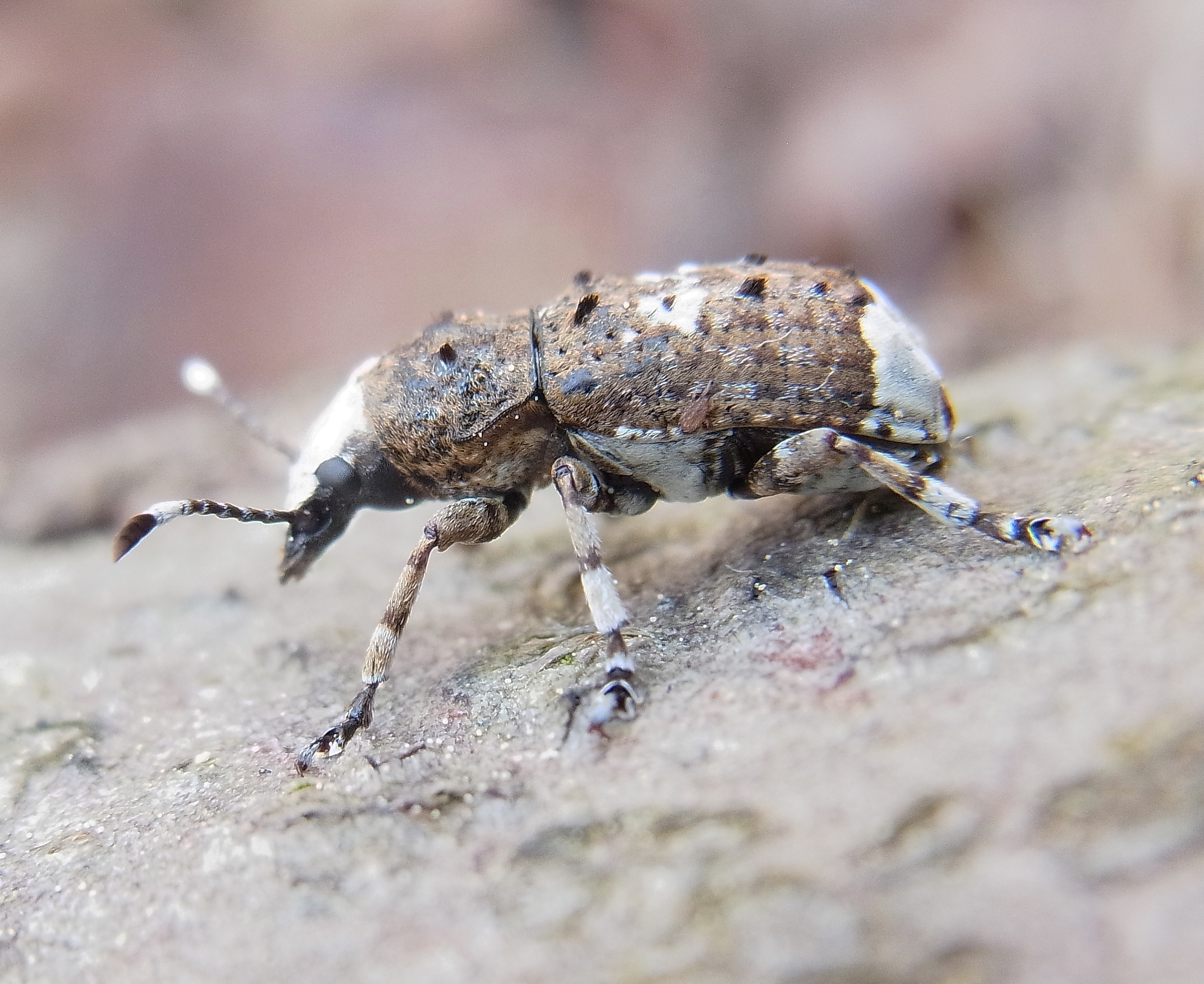
Käfer mit Milbe

Der Langfühler-Breitrüssler (Platystomos albinus) ist ein Käfer aus der Familie der Breitrüssler (Anthribidae). Weitere verbreitete Bezeichnungen für ihn sind Weißer Breitrüssler, Großer Breitrüssler, Weißfleckiger Maulkäfer und Bürstenkäfer.

## Merkmale
Die Käfer werden 6 bis 12 Millimeter lang. Sie sind hellgrau bis schwarzbraun mit heller Zeichnung. Helle, meist weiße Flecken auf der Rüsseloberseite, Stirn, Flügeldeckenmitten und -spitzen machen das Tier auffällig. Die Antennen sind nicht gekniet, das achte Glied ist weiß behaart. Der Halsschild trägt drei schwarze Borstenbüschel.

## Vorkommen
Platystomos albinus lebt auf Waldlichtungen und an Laubwaldrändern in Europa (außer im Norden), Kleinasien, Nordafrika und Sibirien.

## Lebensweise
Die Käfer und auch ihre Larven ernähren sich von Baumpilzen. Die Fortpflanzungszeit ist ab April, das Weibchen legt die Eier im Totholz von Buchen und Erlen, aber auch anderen Bäumen wie beispielsweise Eichen, Birken oder Weiden ab. Die Larve nagt im Totholz Fraßgänge und verpuppt sich dort auch. Die Lebenserwartung der Käfer beträgt drei bis vier Monate.